# 巽悠衣子
巽悠衣子（日语：／ Tatsumi Yuiko，1987年9月17日—），日本女性聲優。隸屬I'm Enterprise。大阪府出身。血型為O型。2010年3月於日本播音演技研究所畢業。

## 經歷・人物
在大學入學的同時進入聲優養成所，1年後進入日本播音演技研究所大阪校。在升級到研修科的同時成為I'm Enterprise的所屬聲優。以前過著有工作時就往東京跑的日子，不過在2009年春取得大學畢業所必須的所有學分，移住東京都。在籍的養成所也移籍到東京校。2010年3月大学与養成所同時畢業。

## 出演作品
主要角色以粗體字来顯示。

### 電視動畫
2009年
- K-ON!（學生）
- 穿越宇宙的少女（みっちゃん）

2010年
- 野狼大神（佐藤）
- Kiss×sis（住之江理香）
- K-ON!!（一年生）
- 青春CUP（鈴木、女學生）

2011年
- 聖痕鍊金士II（皋月綾女）
- 偶像大师（小孩A）
- 快盜天使雙胞胎（女學生A）
- 神的記事本（主唱）
- Zoobles!內部放送版
- 迷糊軟網社（水森梓、女學生）
- 花開物語（元子、學生A、學生C）
- 緋彈的亞莉亞（女僕A）

2012年
- 極樂女子宿舍（栃木站前商店街的岩井商店的南浦和先生（極女2年生。放送部））
- ズーブルズ！（コロン）※單独放送版
- 咲-Saki- 阿知賀編 episode of side-A（志崎綾、新免那岐、安福莉子、江崎仁美）
- 恶魔高校D×D（米忒托）
- 槍械少女！！（法拉）
- 女子落（募金的學生）
- Campione 弒神者！（潘朵拉）
- 猛烈宇宙海賊（愛普兒·藍伯特、小孩、女性客人）
- Little Busters!（西園美魚）

2013年
- Q弟偵探因幡（諾亞）
- 穿透幻影的太陽（白金銀花）
- 絕對防衛利維坦（忍者）
- 玉子市場（執行委員長）
- 天使水果糖（火鉢）
- 問題兒童都來自異世界？（蕾蒂西亞·德克雷亞）
- Little Busters!（西園美鳥）
- 蘿球社！SS（尾高真弓、奧田伸江）

2014年
- 農林（主播）
- selector infected WIXOSS（穗乃香）
- 魔法科高中的劣等生（北山雫）
- 健全機鬥士（洪堡、播音员）
- 如果折斷她的旗（野野宮美子）
- 請問您今天要來點兔子嗎？（女孩子A）
- 狼少女和黑王子（真由）

2015年
- 少年好萊塢 -HOLLY STAGE FOR 50-（歌迷）
- 無頭騎士異聞錄 DuRaRaRa!!×2 承（月山）
- DOG DAYS''（喬努·庫拉菲、彼方）
- 電波教師（鬼頭美保）
- 干支魂（小紋）
- 無頭騎士異聞錄 DuRaRaRa!!×2 轉（少女）
- Charlotte（野村）
- 魔物娘的同居日常（女孩子、戴帽子的女孩子）
- 比基尼鬥士（神）
- 流浪神差 ARAGOTO（惠比壽）
- 偵探小隊KZ事件簿（立花彩[4]）

2016年
- 百無禁忌！女高中生私房話（學妹）
- LoveLive! Sunshine!!（女子）
- 腐男子高校生活（加奈）
- 半田君傳說（青木依子）
- 灼熱桌球娘（角田椿、森野紅葉）

2017年
- 不要輸！！惡之軍團！（妮露大人[5]、妮露機器人）
- 櫻花任務（鈴木杏志）
- 歡迎來到實力至上主義的教室（長谷部波瑠加）
- LoveLive! Sunshine!! 第2期（偶像C）
- 無論何時我們的戀情都是10厘米。（下級生A、美術社成員）

2018年
- Slow Start（今井千尋）
- 賽馬娘Pretty Derby（亞馬遜）
- 星光頻道（外國人女性）
- Happy Sugar Life（女性警官）

2019年
- 一騎當千 Western Wolves（源九郎義經）
- 名侦探柯南（记者）

2020年
- 魔法科高中的劣等生 來訪者篇（北山雫）
- 魔女之旅（妹妹）
- 滿溢的水果塔（本町利音）
- 隱瞞之事（護士A）
- 熊熊勇闖異世界（艾蕾羅拉·佛許羅賽）

2021年
- 魔法科高中的優等生（北山雫）

2022年
- 歡迎來到實力至上主義的教室 2nd Season（长谷部波瑠加）
- 孤獨搖滾！（みーたん）

2023年
- 眾神眷顧的男人2（米雅畢[6]）
- 熊熊勇闖異世界Punch！（艾蕾羅拉·佛許羅賽[7]）
- 為美好的世界獻上爆焰！（蘇菲）

2024年
- 魔法科高中的劣等生（第3期）（北山雫[8]）

### OVA
2008年
- Kiss×sis OAD第0話（住之江理香）

2009年
- Kiss×sis OAD第1～2話（住之江理香）

2010年
- Kiss×sis OAD第3～4話（住之江理香）

2011年
- Kiss×sis OAD第5～6話（住之江理香）

2012年
- Kiss×sis OAD第7話（住之江理香）
- 愛戀流星鏡（女子2）
- Holy Knight（槙村千鶴）
- 堀與宮村（小孩）

2013年
- Kiss×sis OAD第8～9話（住之江理香）

2014年
- Kiss×sis OAD第10話（住之江理香）

2015年
- Kiss×sis OAD第11話（住之江理香）
- 一騎當千 Extravaganza Epoch（源九郎義經[9]）

2016年
- 流浪神差「一起拍照吧」（惠比壽）※單行本第16卷限定版附贈DVD
- 青春水球社（雨宮）※單行本第11卷限定版附贈DVD

### 劇場版
2010年
- 超劇場版 Keroro軍曹 5 誕生！究極Keroro奇蹟的時空之島！！（小孩）

2017年
- 劇場版 魔法科高中的劣等生 呼喚星星的少女（北山雫[10]）

### 網路動畫
2017年
- 夢王國與沉睡中的100位王子殿下 短篇動畫（婴儿）

2021年
- 干支魂～貓客萬來～（小紋）

### 遊戲
2010年
- BLUE ROSES 〜妖精和青瞳的戰士〜（ラブル）

2011年
- 偶像誕生（拉克絲·哈維）
- デッドエンド Orchestral Manoeuvres in the Dead End（ウツロ）

2012年
- 我的妹妹哪有這麼可愛！携带版哪有可能繼續
- 少女☆射擊（島原京香）PS3版

2016年
- 刀劍神域 －虛空幻界－（普蕾米雅、緹兒、零）

2018年
- 刀劍神域 －奪命凶彈－（普蕾米雅）

2022年
- 魔法禁書目錄 幻想收束（北山雫）

### 電視節目
- AG学園 あに☆ぶん（tvk：嘉賓出演）

### 網絡電視
- 教えて!デッドエンドTV（2011年、デッドエンド Orchestral Manoeuvres in the Dead End公式網站）

### 廣播劇CD
- 鄰座的怪同學（夏目朝子）
- 咖啡遇上香草（日语：コーヒー&バニラ）- 白城 里紗
- 花嫁研習社（濱千鳥玲子）

## 外部連結
- （日語）事務所公開簡歷 （页面存档备份，存于）
- （日語）巽悠衣子的Ameba部落格（日語）
- （日語）巽悠衣子的X（前Twitter）
- （日語）巽悠衣子頻道 （页面存档备份，存于） - Niconico頻道